# Rue de Galliera
La rue de Galliera est une voie du 16e arrondissement de Paris, en France.

## Situation et accès
Longue de 136 mètres, elle commence au 14 bis, avenue du Président-Wilson et se termine au 10, avenue Pierre-Ier-de-Serbie. Longeant le square du Palais-Galliera, elle n’est lotie que d’un seul côté.
Elle se situe à peu près à égale distance des stations Iéna et Alma-Marceau, où circulent les trains de la ligne 9.

## Origine du nom

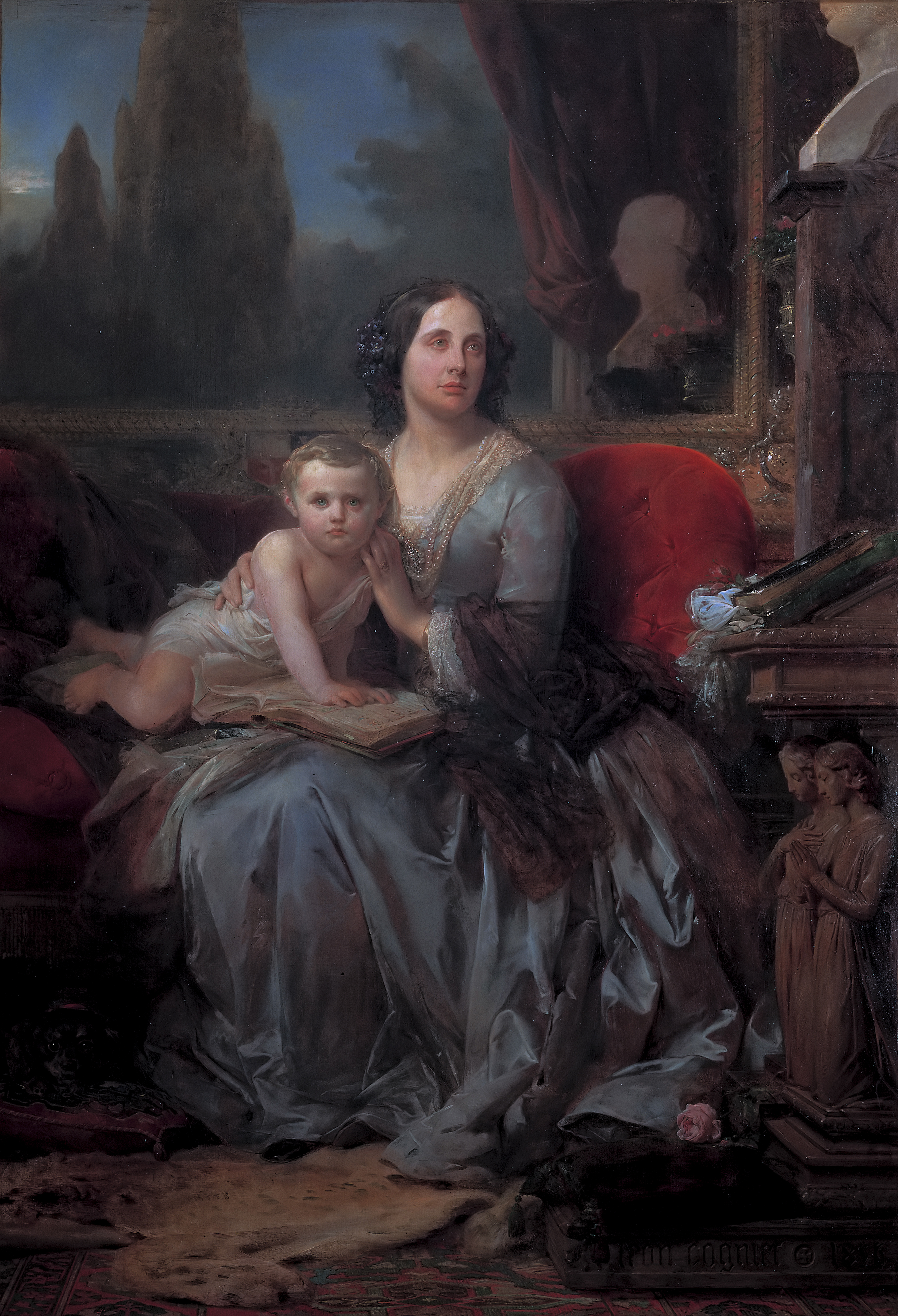
Portrait de Maria Brignole Sale en 1856 par Léon Cogniet.

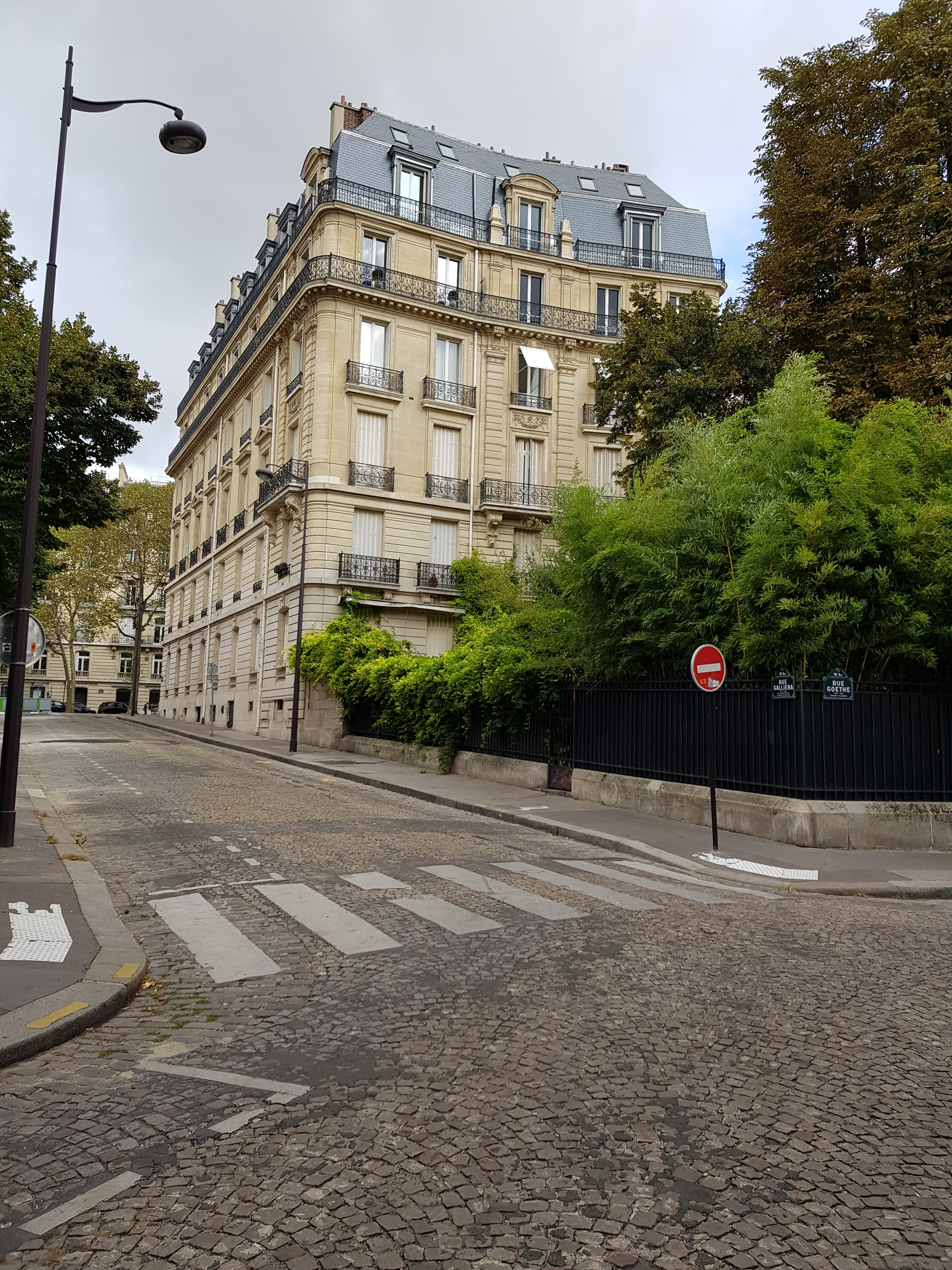
À l'angle des rues de Galliera et Goethe.

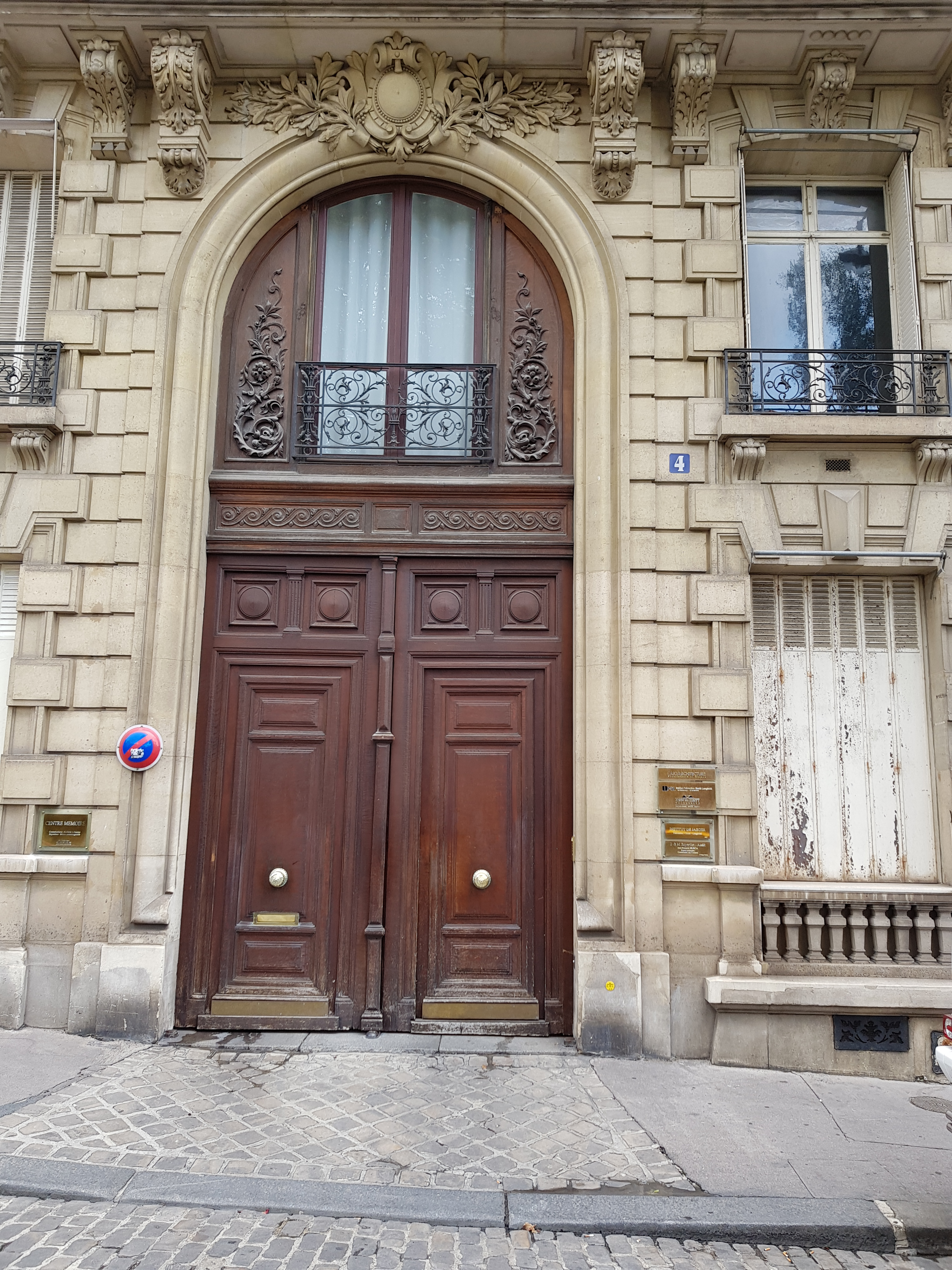
Entrée du no 4.

Elle porte le nom de Maria Brignole Sale De Ferrari, duchesse de Galliera, propriétaire des terrains et épouse de Raffaele de Ferrari, financier italien. La rue Maria-Brignole, parallèle, rend également hommage à la philanthrope italienne.

## Historique
Cette voie est ouverte sur des terrains où la duchesse de Galliera a fait construire, en 1878-1894, un musée pour réunir les collections artistiques léguées à la Ville par son mari.
Cette rue est classée dans la voirie de Paris et prend sa dénomination par décret du 30 août 1879 :
« Le président de la République française.
Sur le rapport du ministre de l'Intérieur et des Cultes,
vu la délibération du Conseil municipal de Paris en date du 11 juillet 1878 ;
le plan des lieux ;
le procès-verbal de l'enquête ;
les propositions du préfet de la Seine et les autres pièces de l'affaire ; 
l'ordonnance réglementaire du 23 août 1835 ;
le Conseil d’État entendu, décrète :
- Article 1 : sont classées au nombre des voies publiques du 16e arrondissement de Paris, les rues dites : rue Brignole et rue Galliera suivant les alignements indiqués par des lisérés bleus, et conformément aux cotes de nivellement inscrites en rouge sur le plan ci-annexé.
Tous les frais de mise en état de viabilité des voies ci-dessus déterminées seront acquittés par la dame Maria Brignole Sale, duchesse de Galliera, veuve du sieur Raphaël de Ferrari, duc de Galliera, suivant les clauses et conditions par elle inscrites, ainsi qu'il résulte d'un acte notarié du 31 octobre 1878.
- Article 2 : le ministre de l'Intérieur et des Cultes est chargé de l'exécution du présent décret.

Fait à Paris, le 30 août 1879.
Signé : Jules Grévy. »

## Bâtiments remarquables et lieux de mémoire
- No 4 : cet immeuble semble avoir servi de résidence attitrée à un certain nombre de membres de la noblesse française, tels le comte Melchior de Polignac (1914)[1], le comte Élie de Cosnac (1914) [1], la comtesse de Montrichard (1935)[2], la vicomtesse d’Almeida (1901)[3], le marquis d’Estampes (1930)[4] et le comte Durand de Beauregard qui y est décédé en 1911[5]. Dans un tout autre registre, l’éditeur français  Paul Otchakovsky-Laurens (1944-2018) y a eu ses bureaux[6].